# Alte Druckerei Luyken

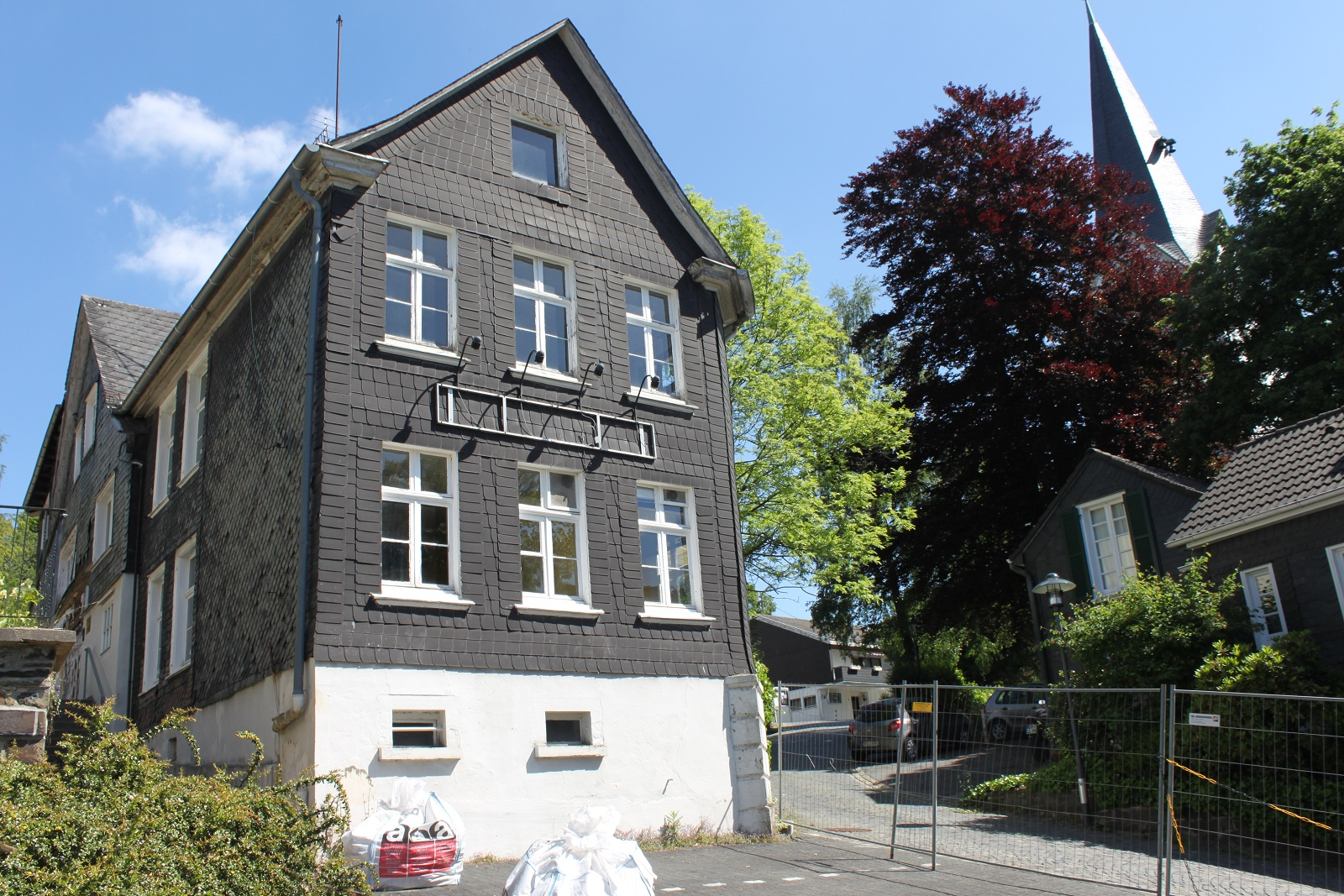
Gebäude der Alten Druckerei Luyken, Ansicht von Süden (Juni 2010)

Die Alte Druckerei Luyken war ein Gebäude in Gummersbach, das sich in der Straße Am Einhorn mit der Hausnummer 2 in unmittelbarer Nähe zum Oberbergischen Dom befand.

## Geschichte
Die Lage (First in Richtung der Kirchachse, unmittelbare Nähe zum Kirchgarten und zum alten Friedhofsgelände an der Kirche) lässt auf einen thematischen historischen Zusammenhang zum Oberbergischen Dom schließen. Das 1812 existierende Kerngebäude, das wahrscheinlich auf einem deutlich älteren Kellergewölbe eines möglicherweise bei einem der Brände in Gummersbach zerstörten Hauses errichtet wurde, stand bis zum Abriss am 16. Januar 2012. Die beiden ehemals rechts davon befindlichen Schuppen existieren heute nicht mehr.
Das Gebäude wurde Anfang des 19. Jahrhunderts vom Solinger Druckereibesitzer, Verleger und Buchhändler Friedrich Gerhard Amberger erworben, der darin als Filiale der Solinger Druckerei eine Akzidenzdruckerei einrichtete und betrieb. Die Druckerei blieb im Besitz von Friedrich Luyken und seinem Sohn Carl, der sie schließlich am 4. Oktober 1905 an Otto Waelde verkaufte. Im Kaufvertrag wurde geregelt, dass der Name Friedrich Luyken, solange die Druckerei besteht, erhalten bleibt.
Wahrscheinlich um 1835 wurde ein Anbau nach Süden hin fertiggestellt. Eine Bauakte gibt es erst nach 1903. Vormalige Akten und schriftliche Zeugnisse gelten derzeit als verschollen.
Im markanten Altstadtbereich gehörte das Gebäude bis 2012 zum ältesten noch erhaltenen Stadtbild. Als der aus Wesel stammende Friedrich Luyken am 1. Oktober 1837 die Druckerei übernahm, bauten er und die nachfolgenden Druckereibesitzer diese nach Norden hin mit diversen Hallenanbauten aus.

## Historische Bedeutung
In „Das Preuß. Rheinland, statistisch und mit geschichtlichen Bemerkungen dargestellt von P.W. Mebus jun.“ im Jahre 1845 heißt es:

„Das Städtchen Gummersbach (1000 Einw.) liegt am Bache gleichen Namens, an der Aggerstraße, einer sehr waldigen Gegend, auf und an einer Anhöhe. Gummersbach, die Kreisstadt des Kreises, hat eine höhere Bürgerschule, eine evangel. (mit zwei evangel. Predigern), und eine kleine kathol. Kirche. Die hiesigen Manufakturen bestehen in Tuch, auch ist hier eine Tabaksfabrik. In Gummersbach wird ein Unterhaltungsblatt, das sogenannte "Aggerblatt", für die Kreise Wipperfürth, Gummersbach und Waldbroel, unter Verantwortlichkeit eines Redakteurs gedruckt, auch befindet sich hier, obwohl das Städtchen klein genug ist, eine gute Buchhandlung. (* Die Buchhandlung, Leihbibliothek, Buchdruckerei und die Zeitschrift, das Aggerblatt, wurden von dem in Solingen wohnenden Buchhändler F. G. Amberger gegründet.) Ein Theil des Städtchens wird die "Winterbeck" genannt. Der Ort ist im Ganzen gut und regelmäßig gebaut, und in der Entstehung der Blüthe; in jedem Jahre werden zur Erbauung mehrere große Häuser aufgeführt.“

Für Gummersbachs Entwicklung hatte das Gebäude zwei wesentliche Bedeutungen:
Es war das Haus, in dem die erste regionale und überregionale Zeitung gedruckt wurde, das „Aggerblatt“, welches ab 1835 Verbreitung im Gebiet Waldbröl, Engelskirchen, Gummersbach bis Wipperfürth fand. Ab 1843 wurde die Zeitung wegen der Aufnahme der amtlichen Bekanntmachungen bis 1869 in „Gummersbacher Kreisblatt“ umbenannt. Dies trug auch zur Festigung Gummersbachs als regionalem Zentrum wesentlich bei. Danach war es die nun dreimal wöchentlich erscheinende einzige Zeitung für die Region Gummersbach, jetzt unter dem Namen „Gummersbacher Zeitung“, bis die Druckerei 1936 von den Nationalsozialisten enteignet wurde.
Nach dem Ende des Zweiten Weltkrieges wurde der Druckereibetrieb im Gebäude wieder aufgenommen und bis zum Anfang der 1980er Jahre aufrechterhalten, ehe eine weitere Expansion eine Verlagerung in das Gewerbegebiet Wiehl-Bomig erforderte.
Der zweite, für die Stadtgeschichte sicher nicht weniger bedeutendere, historische Aspekt ist, dass hier der Grundstein und die Idee für das später so erfolgreiche und größte oberbergische Unternehmen L. & C. Steinmüller gelegt wurde. Die starke Wirtschaftsentwicklung nach dem Krieg von 1870/1871 veranlasste Friedrich Luyken zum Kauf einer englischen Schnellpresse, die aber mit dem vorhandenen Dampferzeuger nicht voll ausnutzbar war. Für den Betrieb der neuen Druckmaschine suchte Friedrich Luyken eine leistungsfähige Antriebsmöglichkeit, ohne die die neu angeschaffte Maschine nicht laufen konnte. Die Dampfkessel der damaligen Zeit waren sehr betriebsunsicher und hochgradig explosionsgefährdet. Eine glückliche Fügung war, dass Friedrich Luykens Tochter Elise einen talentierten und wissbegierigen jungen Ingenieur geheiratet hatte: Lebrecht Steinmüller (d. Ä.). Dieser war mit dem väterlichen Betrieb, der Steinmüller-Papierfabrik, groß geworden und hatte sich in der Ausbildung und als Ingenieur auch mit der damals neuen Technik von Dampfmaschinen befasst.
Als Friedrich Luyken mit seinen Schwiegersohn Lebrecht Steinmüller auf der Suche nach besagter Antriebsmaschine 1873 zur Weltausstellung in Wien reiste und dort keine sichere, leistungsfähige und bezahlbare Technik fand, bot Lebrecht Steinmüller seine Hilfe an: „Ich will dir einen Kessel bauen.“
Das Ergebnis war der Bau und 1874 die Inbetriebnahme des ersten Steinmüller-Kessels im Gebäude der Alten Druckerei Friedrich Luyken. Das Original war bis 1883 in der Alten Druckerei Luyken in Betrieb und befindet sich seit 1924 im Deutschen Museum in München.
In den 1960er Jahren war im Gebäude zeitweilig auch die Heimatstube des Heimatkreis Lauenburg - Pommern zu Hause. Im April 2010 wurden die zum Teil in Leichtbauweise errichteten Hallenanbauten wegen Dacheinbrüchen und Einsturzgefahr abgerissen.

## Aktuelles
In der Zeit vom 16. bis 20. Januar 2012 fand der Abbruch der verbliebenen oberirdischen Gebäudeteile der Druckerei statt. Erhalten blieben der ehemalige Heizungskeller und kleinere Kellerfassadenteile. Das sehr alte Kellergewölbe des Kerngebäudes ist jedoch zum Einsturz gebracht worden, ohne dass zuvor archäologische Untersuchungen ermöglicht wurden, die ggf. weitere siedlungsgeschichtliche Aufschlüsse über die seit mehr als 1000 Jahren im direkten Zusammenhang mit dem Kirchengebäude genutzte Grundfläche der ehemaligen Druckerei hätten zu Tage fördern können. Bedauerlich ist der Verlust vor allem deshalb, weil die künftige Geländehöhe den Erhalt des Gewölbes problemlos zugelassen hätte. Eine bauliche Nutzung des Grundstückes ist für die Zukunft nicht zu erwarten.